# بيرسي نيوبيري
بيرسي إدوارد نيوبيري (بالإنجليزية: Percy Edward Newberry)‏ (23 أبريل 1869 - 7 أغسطس 1949) كان عالم مصريات بريطاني.

## النشأة
وُلِد بيرسي نيوبيري في إيسلينجتون، لندن في 23 أبريل 1869. والداه هما كارولين وهنري جيمس نيوبيري، وهو أمين مستودع صوف. طور نيوبيري ارتباطًا قويًا بعلم النبات في مرحلة الطفولة وكان أيضًا فنانًا ممتازًا. درس في مدرسة كلية كينجز وكلية كينجز لندن لندن، ودرس علم النبات في حدائق كيو.

## حياته الشخصية
في 12 فبراير 1907 تزوج نيوبري من إيسي وينيفريد جونستون (1878-1953). لم يكن لديهم أطفال. توفي في 7 أغسطس 1949 في منزله في جودالمينج في سري عن عمر يناهز 80 عامًا.

## أعماله
كتب نيوبيري على نطاق واسع في علم المصريات، بما في ذلك تقارير عن الاكتشافات الأثرية والعديد من المساهمات في المجلات العلمية الإنجليزية والفرنسية والألمانية. بعد وفاته، قدمت أرملة نيوبيري مراسلاته ومخطوطاته إلى معهد جريفيث في جامعة أكسفورد. تشمل مؤلفاته:
- بني حسن. لندن: كيجان بول، ترينش، تروبنر وشركاه 1893.
- البرشة. المسح الأثري لمصر، المذكرات الثالثة. لندن: صندوق استكشاف مصر. 1895.
- حياة رخمرة. وستمنستر: أرشيبالد كونستابل. 1900.
- تاريخ قصير لمصر القديمة. لندن: أرشيبالد كونستابل. 1904. (مع جون جارستانج)
- الجعران: مقدمة لدراسة الأختام المصرية وخواتم الخاتم. لندن: أرشيبالد كونستابل. 1906.[4]
- أختام على شكل جعران. الكتالوج العام للآثار المصرية لمتحف القاهرة، العدد 32، لندن: أ.كونستابل وشركاه 1907.
- مجموعة تيمينز من الجعران والأختام الأسطوانية المصرية القديمة. لندن: أرشيبالد كونستابل. 1907.
- "مصر كمجال للبحوث الأنثروبولوجية" في الجمعية البريطانية لتقدم العلوم، تقرير الاجتماع الحادي والتسعين، ليفربول 1923: الخطابات الرئاسية المقطعية، هـ (لندن: موراي، 1924).
- مصر كمجال للبحوث الأنثروبولوجية. واشنطن. 1925.
- التماثيل الجنائزية والتوابيت النموذجية. الكتالوج العام لمتحف مصر القديمة. القاهرة (القاهرة): المعهد الفرنسي للأرشيفيات الشرقية. 1930.